# Rychlostní silnice S2 (Polsko)
Rychlostní silnice S2 je polská rychlostní silnice spojující křižovatky Konotopa (západně od Varšavy) a Majdan (východně od Varšavy). V provozu je zatím úsek od křižovatky Konotopa do křižovatky Puławska. Zbytek obchvatu je ve výstavbě. Je také známá jako Varšavský jižní obchvat. Celková délka rychlostní silnice je 34,1 km, z toho je 15,5 km v provozu a 18,6 km je ve výstavbě.

## Historie
Rychlostní silnice byla plánována od 70. let, původně jako součást dálnice A2, ale po protestech obyvatel Ursynówa došlo ke změně plánů (byla změněna třída silnice, ne však její směr). Rychlostní silnice byla oficiálně zahrnuta do plánované sítě dálnic a rychlostních silnic jako rychlostní silnice S2 podle nařízení Rady ministrů ze dne 13. února 2007. První úseky byly zprovozněny v roce 2013.

## Úsek Puławska – Lubelska
Poslední část obchvatu povede tunelem pod Ursynówem a poté přes Wilanów a také přes nový most přes řeku Vislu a lesní oblasti Wawer až k uzlu Lubelska s rychlostní silnicí S17. Úsek je momentálně zčásti ve výstavbě a zčásti v provozu. Délka úseku bude 18,6 km.